# Marc Hartenstein
Marc Hartenstein (* 1988 oder 1989 in Bonn) ist ein deutscher Fernsehmoderator.

## Leben und Wirken
Nach dem Abitur studierte Hartenstein Technikjournalismus auf dem Campus Sankt Augustin der Hochschule Bonn-Rhein-Sieg. Von März bis April 2010 absolvierte er ein vierwöchiges Praktikum bei Radio Bonn/Rhein-Sieg, anschließend arbeitete er dort als freier Mitarbeiter. Im Juli 2011 folgte ein zweiwöchiges Praktikum in der Sportredaktion der BILD-Zeitung in Berlin. Von September 2012 bis Januar 2013 belegte Hartenstein im Rahmen des Studiums Technikjournalismus beim center.tv Heimatfernsehen Köln GmbH & Co. KG ein Praxisseminar. Dort war er wieder von Mai 2013 bis Dezember 2014 beschäftigt.
Aufgrund seines Hobbys Basketball war Hartenstein von Oktober 2012 bis Mai 2014 Live-Kommentator aller Auswärtsspiele der Telekom Baskets Bonn in der Basketball-Bundesliga. Von September 2013 bis September 2014 erstellte er für einen Saisonfilm der Telekom Baskets Bonn als
Regisseur, Protagonist und Editor den zweistündigen Dokumentarfilm (K)ein Jahr wie jedes andere über die Saison 13/14 der Telekom Baskets Bonn aus Spieler- und Fansicht. Im gesamten Jahr 2015 war Hartenstein bei Köln.tv Entertainment GmbH & Co. KG als Moderator verschiedener Formate in den Bereichen Sport, News und Unterhaltung tätig. Zum 1. Januar 2016 zog es ihn wieder zurück in seine Heimatstadt Bonn und dort zum WDR, zuerst als freier Mitarbeiter, dann als Moderator der Lokalzeit Bonn. Nach weiteren Stationen bei der Lokalzeit aus Duisburg und der Lokalzeit Münsterland übernahm er am 24. August 2020 von Ralf Raspe die Moderation der Lokalzeit Aachen.